# Конґа

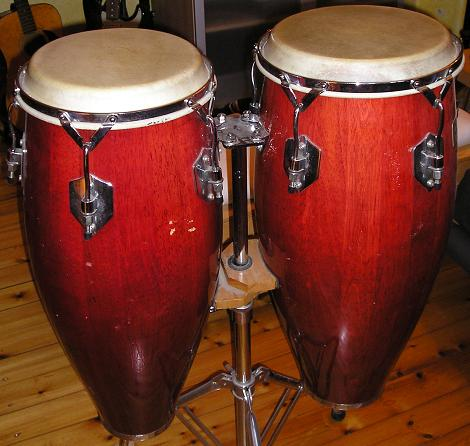
Конґа

Конґа (англ. Conga) — ударний музичний інструмент з невизначеною висотою звуку з родини мембранофонів африканського походження. Має форму або подовженої бочки, трохи звуженої внизу, або звуженого донизу циліндра з натягнутою зверху шкірою.
Висота Конґи 70-80 см, діаметр 22-26 см. Конґу вішають через плече і грають на ньому пальцями чи долонями. Іноді зустрічається комплект з двох різних за розміром Конґа, що установлені на спеціальних підставках. Грають на інструменті руками або застосовують палички від малого барабана чи литавр.
Записується конґа на нитках, в партитурі — нижче партії провансальського барабана.